# Campeonato Brasileiro Série C 2014
Il Campeonato Brasileiro Série C 2014 è stata la venticinquesima edizione del Campeonato Brasileiro Série C ed è stata vinta dal Macaé. In qualità di campione e vicecampione, il Macaé e il Paysandu sono stati promossi in Série B, insieme ai semifinalisti, ovvero il Mogi Mirim e il CRB.

## Squadre partecipanti
| Squadra         | Città              | Stato             |
| --------------- | ------------------ | ----------------- |
| Águia de Marabá | Marabá             | Pará              |
| ASA             | Arapiraca          | Alagoas           |
| Botafogo-PB     | João Pessoa        | Paraíba           |
| Caxias          | Caxias do Sul      | Rio Grande do Sul |
| CRAC            | Catalão            | Goiás             |
| CRB             | Maceió             | Alagoas           |
| Cuiabá          | Cuiabá             | Mato Grosso       |
| Duque de Caxias | Duque de Caxias    | Rio de Janeiro    |
| Fortaleza       | Fortaleza          | Ceará             |
| Guarani         | Campinas           | San Paolo         |
| Guaratinguetá   | Guaratinguetá      | San Paolo         |
| Juventude       | Caxias do Sul      | Rio Grande do Sul |
| Macaé           | Macaé              | Rio de Janeiro    |
| Madureira       | Rio de Janeiro     | Rio de Janeiro    |
| Mogi Mirim      | Mogi Mirim         | San Paolo         |
| Paysandu        | Belém              | Pará              |
| Salgueiro       | Salgueiro          | Pernambuco        |
| São Caetano     | São Caetano do Sul | San Paolo         |
| Treze           | Campina Grande     | Paraíba           |
| Tupi            | Juiz de Fora       | Minas Gerais      |

## Prima fase

### Gruppo A
| Pos. | Squadra         | Pt | G  | V | N | P | GF | GS | DR  |
| ---- | --------------- | -- | -- | - | - | - | -- | -- | --- |
| 1    | Fortaleza       | 35 | 18 | 9 | 8 | 1 | 23 | 11 | +12 |
| 2    | CRB             | 27 | 18 | 7 | 6 | 5 | 23 | 17 | +6  |
| 3    | Salgueiro       | 27 | 18 | 7 | 6 | 5 | 20 | 22 | -2  |
| 4    | Paysandu        | 26 | 18 | 7 | 5 | 6 | 21 | 17 | +4  |
| 5    | ASA             | 25 | 18 | 7 | 4 | 7 | 23 | 22 | +1  |
| 6    | Botafogo-PB     | 25 | 18 | 6 | 7 | 5 | 20 | 19 | +1  |
| 7    | Cuiabá          | 23 | 18 | 6 | 5 | 7 | 19 | 19 | 0   |
| 8    | Águia de Marabá | 20 | 18 | 5 | 5 | 8 | 21 | 25 | -4  |
| 9    | Treze           | 19 | 18 | 4 | 7 | 7 | 19 | 25 | -6  |
| 10   | CRAC1           | 10 | 18 | 2 | 7 | 9 | 14 | 26 | -12 |

1Il CRAC è stato punito dalla STJD con tre punti di penalizzazione per aver schierato un giocatore irregolare.

### Gruppo B
| Pos. | Squadra         | Pt | G  | V | N | P  | GF | GS | DR  |
| ---- | --------------- | -- | -- | - | - | -- | -- | -- | --- |
| 1    | Tupi            | 34 | 18 | 9 | 7 | 2  | 30 | 13 | +17 |
| 2    | Mogi Mirim      | 31 | 18 | 9 | 4 | 5  | 22 | 24 | -2  |
| 3    | Madureira       | 26 | 18 | 7 | 5 | 6  | 20 | 17 | +3  |
| 4    | Macaé           | 26 | 18 | 7 | 5 | 6  | 15 | 17 | -2  |
| 5    | Guaratinguetá   | 25 | 18 | 6 | 7 | 5  | 32 | 18 | +14 |
| 6    | Juventude       | 25 | 18 | 6 | 7 | 5  | 16 | 14 | +2  |
| 7    | Guarani         | 24 | 18 | 5 | 9 | 4  | 14 | 15 | -1  |
| 8    | Caxias          | 22 | 18 | 5 | 7 | 6  | 17 | 20 | -3  |
| 9    | São Caetano     | 21 | 18 | 6 | 3 | 9  | 13 | 19 | -6  |
| 10   | Duque de Caxias | 7  | 18 | 1 | 4 | 13 | 10 | 32 | -22 |

## Fase finale
|  | Quarti di finale | Quarti di finale | Quarti di finale | Quarti di finale | Quarti di finale |  |  | Semifinali | Semifinali | Semifinali | Semifinali | Semifinali |   |   | Finale      | Finale      | Finale | Finale | Finale |  |
|  |                  |                  |                  |                  |                  |  |  |            |            |            |            |            |   |   |             |             |        |        |        |  |
|  | Macaé (gfc)      | Macaé (gfc)      | 0                | 1                | 1                |  |  |            |            |            |            |            |   |   |             |             |        |        |        |  |
|  | Fortaleza        | Fortaleza        | 0                | 1                | 1                |  |  | Macaé      | Macaé      | 4          | 0          | 4          |   |   |             |             |        |        |        |  |
|  | Madureira        | Madureira        | 1                | 0                | 1                |  |  | CRB        | CRB        | 0          | 0          | 0          |   |   |             |             |        |        |        |  |
|  | CRB              | CRB              | 2                | 2                | 4                |  |  |            |            |            |            |            |   |   | Macaé (gfc) | Macaé (gfc) | 1      | 3      | 4      |  |
|  | Paysandu         | Paysandu         | 2                | 1                | 3                |  |  |            |            | Paysandu   | Paysandu   | 1          | 3 | 4 |             |             |        |        |        |  |
|  | Tupi             | Tupi             | 1                | 0                | 1                |  |  | Paysandu   | Paysandu   | 4          | 1          | 5          |   |   |             |             |        |        |        |  |
|  | Salgueiro        | Salgueiro        | 0                | 0                | 0                |  |  | Mogi Mirim | Mogi Mirim | 1          | 2          | 3          |   |   |             |             |        |        |        |  |
|  | Mogi Mirim       | Mogi Mirim       | 1                | 0                | 1                |  |  |            |            |            |            |            |   |   |             |             |        |        |        |  |

### Finali
| Arbitro: | Edmundo Alves do Nascimento |

|                 |           |                  |
| João Carlos 63’ | Marcatori | 84’ Yago Pikachu |

| Arbitro: | Manoel Nunes Lopo Garrido |

|                                    |           |                                       |
| Zé Antônio 16’ Ruan 52’ Rômulo 67’ | Marcatori | 43’, 58’ João Carlos 75’ Diego Corrêa |